# یواس‌اس واتسون (دی‌دی-۴۸۲)
یواس‌اس واتسون (دی‌دی-۴۸۲) (به انگلیسی: USS Watson (DD-482)) یک کشتی بود که طول آن ۳۶۹ فوت ۱ اینچ (۱۱۲٫۵۰ متر) بود.